# ۹۹۶ (قمری)
۹۹۶ (قمری)، نهصد و نود و ششمین سال در گاهشماری هجری قمری است. اول محرم این سال برابر با دوم دسامبر سال ۱۵۸۷ میلادی است.
آغاز حکومت شاه عیاس اول

## زادگان
- شاه عباس بزرگ - پادشاه ایران در دورهٔ صفویه

## وابسته
- شیخ بهایی